# Groovy (ngôn ngữ lập trình)
Groovy là một ngôn ngữ lập trình hướng đối tượng trên nền Java. Nó là một ngôn ngữ lập trình động với các tính năng tương tự như Python, Ruby, Perl, và Smalltalk. Hơn nữa, nó cũng có thể được sử dụng như là một ngôn ngữ kịch bản chạy trên nền máy ảo Java.
Groovy sử dụng cú pháp gần giống với Java nhưng nó không sử dụng dấu chấm phẩy ở cuối mỗi dòng, và nó được tự động dịch sang bytecode và chạy trên máy ảo Java (Java Virtual Machine).